# Hülya Marquardt

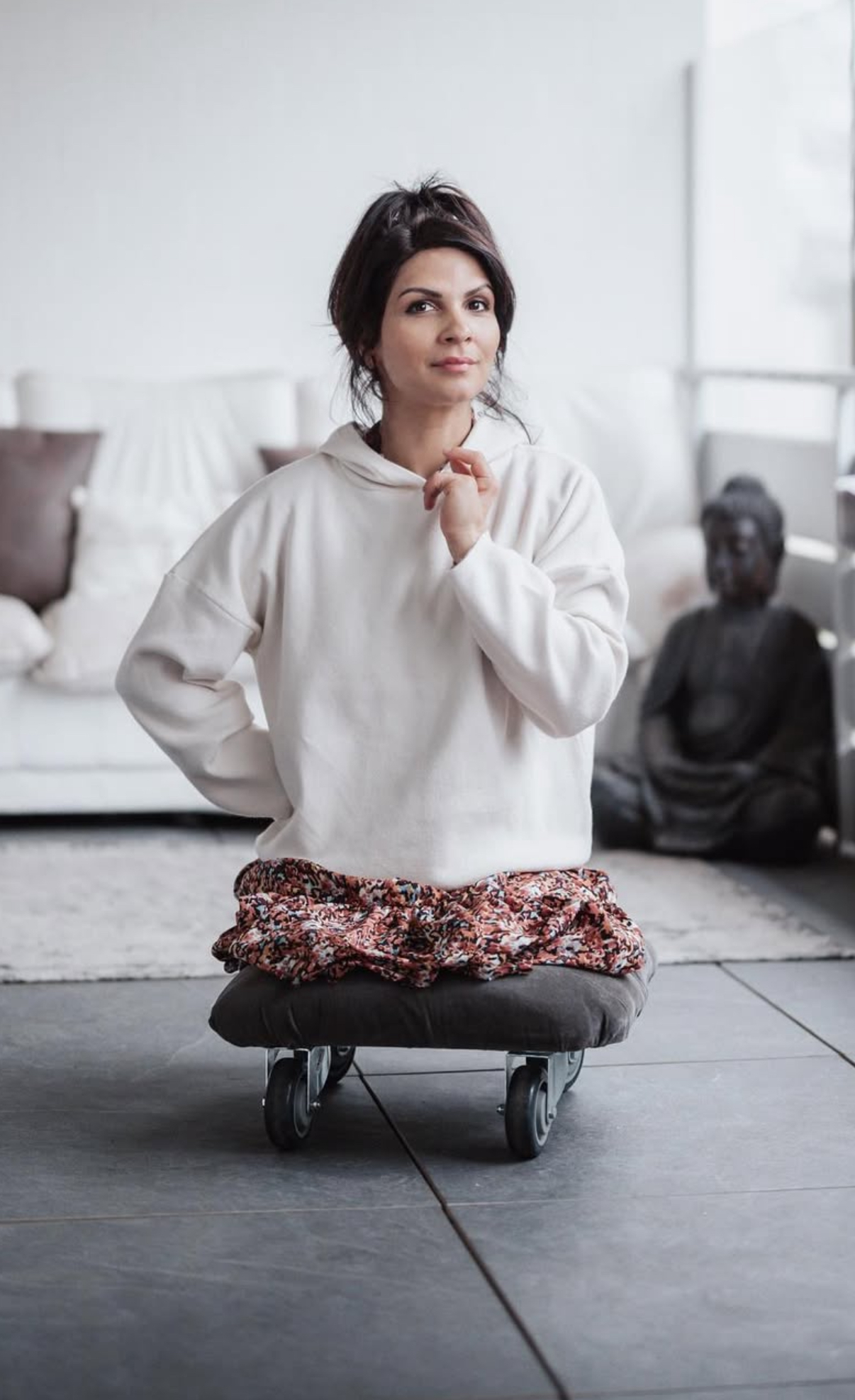
Hülya Marquardt

Hülya Marquardt (* 8. Mai 1983 in Hagen) ist eine deutsche Autorin, Unternehmerin, ein Model und eine Influencerin. Bekannt wurde sie durch ihre Aktivitäten in den sozialen Medien und in verschiedenen Fernsehsendungen, in denen sie ihr Leben mit einer schweren körperlichen Behinderung offen dokumentierte und sich für Inklusion und Selbstbestimmung einsetzte.

## Leben
Hülya Marquardt wurde mit Dysmelie geboren, einer genetisch bedingten Fehlbildung, die ihre Hände und Beine betraf. Im Alter von 18 Jahren mussten ihr aufgrund einer Sepsis beide Beine an den Oberschenkeln amputiert werden. Trotz dieser Herausforderungen verfolgte sie ihre persönlichen und beruflichen Ziele konsequent weiter.
Marquardt lebt mit ihrem Ehemann Dennis und ihrem Sohn in Weissach im Tal, Baden-Württemberg. Sie nutzt verschiedene Hilfsmittel wie Rollstuhl, Prothesen oder ein Rollbrett, um sich fortzubewegen, und zeigt in den sozialen Medien, wie sie ihren Alltag als beinlose Frau mit fehlgebildeten Händen meistert.

## Karriere
Marquardt betreibt eine eigene Modeboutique, ist Autorin und arbeitet als Model und Darstellerin, unter anderem für Kampagnen von Aktion Mensch, des Europäischen Parlaments und des deutschen Entwicklungsministeriums. Sie setzt sich für mehr Sichtbarkeit von Menschen mit Behinderung in der Mode- und Medienbranche ein. Mit ihrer offenen Art inspiriert sie viele Menschen und gilt als Vorbild für gelebte Inklusion.

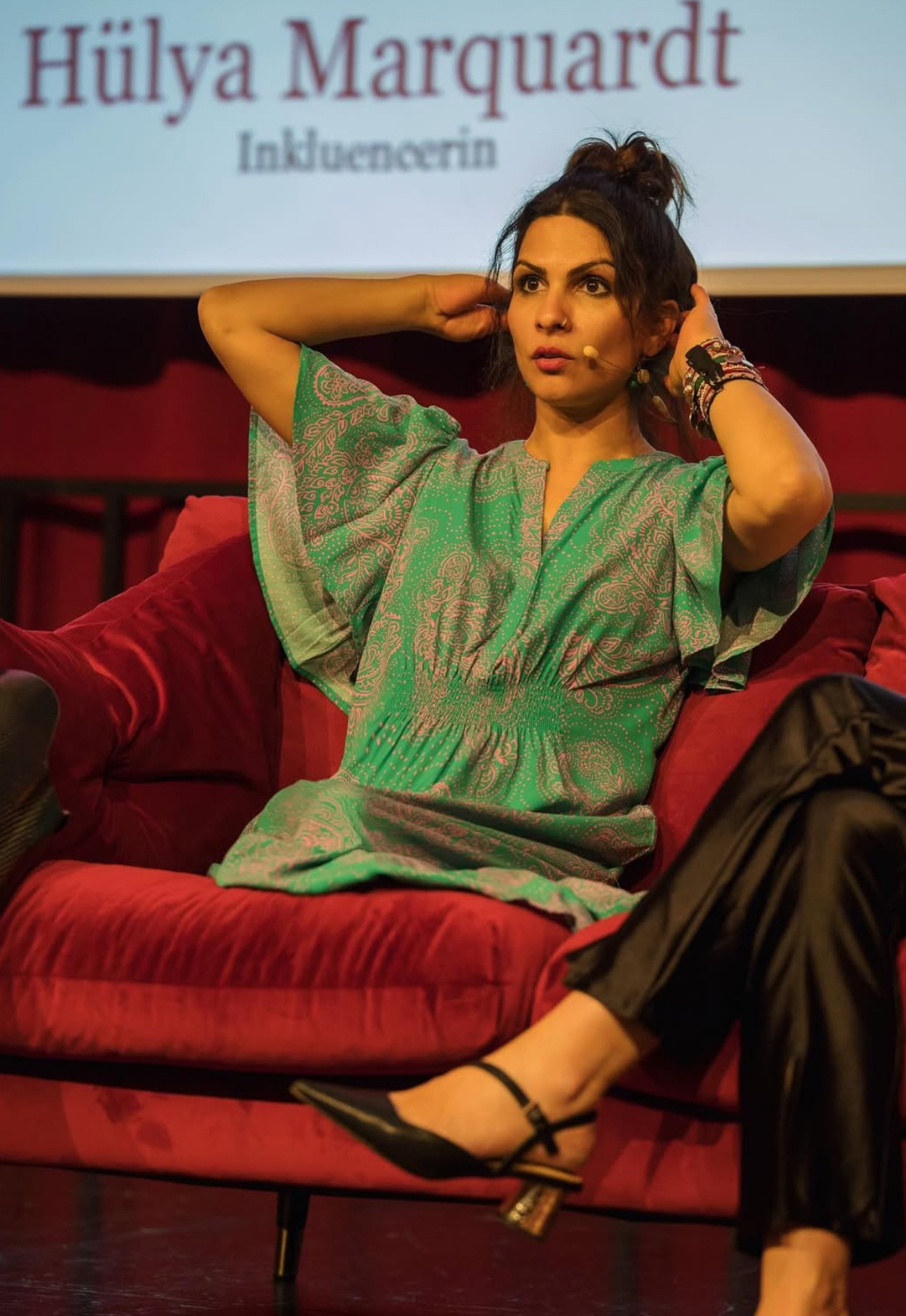
Hülya Marquardt

## Soziale Medien
Unter dem Namen @huelya_dennis teilt Marquardt auf Instagram und TikTok Einblicke in ihr Leben. Sie hat eine große Anhängerschaft aufgebaut und nutzt ihre Plattformen, um über Themen wie Mutterschaft, Selbstakzeptanz und Barrierefreiheit zu sprechen.

## Medienpräsenz
Marquardt war in verschiedenen Medienformaten zu sehen, so zum Beispiel 2022 im ZDF-Info-Sendeformat Forum am Freitag in der Folge Trotz aller Widerstände ein Leben voller Kraft (15:24 min) und 2024 in der ersten Folge Hülya - Leben mit Kind und Behinderung (32:13 min) der zweiten Staffel der ARD-Reihe Friederike klopft an!. Im Dezember 2024 war sie unter dem Titel Hülya Marquardt – ohne Beine voll im Leben (34:33 min) Gast im Podcast Im Gespräch des Deutschlandfunk Kultur.
In ihren TV-Sendungen, Podcasts und Interviews betont sie die Bedeutung von Selbstbestimmung und die Notwendigkeit, gesellschaftliche Barrieren abzubauen.